# Wapen van Oost Gelre

Wapen van Oost Gelre

Het wapen van Oost Gelre is het wapen van de gemeente Oost Gelre, bestaande uit een gedeeld schild met links de burcht van Lichtenvoorde en rechts de leeuw van Groenlo. De beschrijving luidt: 
"Links, in goud een burcht met vier kantelen van keel, geopend van het veld, door langwerpige, twee aan twee geplaatste vensters verlicht van sabel en gevoegd van hetzelfde. Rechts, in azuur (blauw) een leeuw van goud."

## Geschiedenis
Op 1 januari 2005 werden de gemeenten Groenlo en Lichtenvoorde samengevoegd. De Hoge Raad van Adel ontwierp voor de nieuwe gemeente een nieuw wapen. Daarbij werden de wapens van beide plaatsen verenigd in één wapen; de leeuw uit het wapen van Bronckhorst werd achterwege gelaten. De gemeenteraad en de oudheidkundige verenigingen hebben ingestemd met het ontwerp. Bij Koninklijk Besluit werd op 15 december 2005 het wapen verleend.

## Verwante wapens

Wapen van Lichtenvoorde
Wapen van Groenlo

## Bron
- Vlag, logo en wapen : oostgelre.nl

Aalten · 
Apeldoorn · 
Arnhem · 
Barneveld · 
Berg en Dal · 
Berkelland · 
Beuningen · 
Bronckhorst · 
Brummen · 
Buren · 
Culemborg · 
Doesburg · 
Doetinchem · 
Druten · 
Duiven · 
Ede · 
Elburg · 
Epe · 
Ermelo · 
Harderwijk · 
Hattem · 
Heerde · 
Heumen · 
Lingewaard · 
Lochem · 
Maasdriel · 
Montferland · 
Neder-Betuwe · 
Nijkerk · 
Nijmegen · 
Nunspeet · 
Oldebroek · 
Oost Gelre · 
Oude IJsselstreek · 
Overbetuwe · 
Putten · 
Renkum · 
Rheden · 
Rozendaal · 
Scherpenzeel · 
Tiel · 
Voorst · 
Wageningen · 
West Betuwe · 
West Maas en Waal · 
Westervoort · 
Wijchen · 
Winterswijk · 
Zaltbommel · 
Zevenaar · 
Zutphen